# Tiulenovo
Tiulenovo (bulgariska: Тюленово) är en ort längs den norra delen av Bulgariens svartahavskust, som tillhör regionen Dobritj och ligger mellan städerna Sjabla och Kavarna. Namnet Tiulenovo kommer från det bulgariska ordet "tiulen", som betyder "säl", men det har inte funnits några sälar i området sedan 1980-talet.
I byn finns två små hotell, en fiskehamn och en liten strand. Delfiner är vanliga längs kusten, särskilt vid gryning och skymning. Området är känt för sina branta klippstränder och grottor, vilka utgjorde forntida bosättningar. Kustlinjen är populär bland campare och för aktiviteter som fiske, klättring och dykning. Den närmaste sandstranden ligger på 2 kilometers avstånd vid Bolata.
Tiulenovo hade endast 58 permanenta invånare i slutet av 2021, men under sommarmånaderna anländer över 200 semesterboende till byn.
Nedanför Tiulenovo på vägen till Kamen Brjag finns ett gravfält som tillhör de äldsta fynden i Bulgarien. Offerstenarna användes av en soldyrkarsekt och enligt historiker var dessa civilisationer de äldsta i hela Europa.

## Befolkningsutveckling
| Befolkningsutvecklingen i Tiulenovo 1934–2016 | Befolkningsutvecklingen i Tiulenovo 1934–2016 | Befolkningsutvecklingen i Tiulenovo 1934–2016 | Befolkningsutvecklingen i Tiulenovo 1934–2016 | Befolkningsutvecklingen i Tiulenovo 1934–2016 |
| --------------------------------------------- | --------------------------------------------- | --------------------------------------------- | --------------------------------------------- | --------------------------------------------- |
|                                               |                                               |                                               |                                               |                                               |
| År                                            |                                               |                                               | Folkmängd                                     |                                               |
| 1934                                          | 1934                                          |                                               | 368                                           |                                               |
| 1946                                          | 1946                                          |                                               | 406                                           |                                               |
| 1956                                          | 1956                                          |                                               | 684                                           |                                               |
| 1965                                          | 1965                                          |                                               | 243                                           |                                               |
| 1975                                          | 1975                                          |                                               | 172                                           |                                               |
| 1985                                          | 1985                                          |                                               | 139                                           |                                               |
| 1992                                          | 1992                                          |                                               | 134                                           |                                               |
| 2001                                          | 2001                                          |                                               | 84                                            |                                               |
| 2011                                          | 2011                                          |                                               | 56                                            |                                               |
| 2016                                          | 2016                                          |                                               | 64                                            |                                               |
|                                               |                                               |                                               |                                               |                                               |